# Edmond Fleutiaux
Edmond Jean-Baptiste Fleutiaux (* 22. Oktober 1858 in Argenteuil; † 25. November 1951 in Nogent-sur-Marne) war ein französischer Koleopterologe.

## Leben
Fleutiaux trat 1876 in die französische Infanterie ein. Er wurde schließlich Bataillonskommandeur im 55. Régiment d’infanterie territoriale, einer Reserveeinheit in der Region Paris. Am 11. Juli 1912 wurde er für seine Verdienste zum Ritter der Ehrenlegion ernannt. Zu Beginn des Ersten Weltkriegs wurde sein Regiment mobilisiert und kämpfte von 1914 bis 1915 im südlichen Elsass bei Pfetterhouse. Fleutiaux veröffentlichte 1926 seine Kriegserinnerungen über diese Zeit. Am 7. Juni 1950 wurde er zum Offizier der Ehrenlegion befördert.
Fleutiaux forschte vornehmlich über Schnellkäfer (Elateridae), Sandlaufkäfer (Cicindelinae) sowie über die Familie Melasidae, die heute mit den Schienenkäfern (Eucnemidae) synonymisiert ist. Weitere Arbeiten befassten sich mit der Taxonomie der Languriidae (heute Languriini), der Pilzkäfer (Erotylidae) und der Schienenkäfer. Zahlreiche seiner mehr als 275 Publikationen widmen sich der Käferfauna der französischen Kolonien, insbesondere den Antillen, Madagaskars, den Maskarenen und Indochinas. In einer Reihe von Artikeln werden die Schädlinge tropischer Nutzpflanzen besprochen. Aus den Ausbeuten zahlreicher, besonders französischer Expeditionen, in die verschiedensten Regionen der Erde zwischen 1890 und 1940 hat Fleutiaux seine Taxa bearbeitet. Seine Sammlung befindet sich im Muséum national d’histoire naturelle in Paris.
Fleutiaux war Mitglied der Société entomologique de France. Zu seinen entomologischen Veröffentlichungen gehören der Catalogue systématique des Cicindelidae, décrits depuis Linné (1892), der Catalogue des "Eucnemidae" du Muséum d'histoire naturelle de Paris (1896) und zahlreiche Artikel in entomologischen Fachzeitschriften.

## Dedikationsnamen
Die Käfergattungen Fleutiauxia und Fleutiauxellus sind nach ihm benannt, ebenso wie Dutzende von Arten mit dem Epitheton fleutiauxi in ihrem wissenschaftlichen Namen. 